# Orthocladius saxicola
Orthocladius saxicola är en tvåvingeart som beskrevs av Jean-Jacques Kieffer 1911. Orthocladius saxicola ingår i släktet Orthocladius och familjen fjädermyggor. Inga underarter finns listade i Catalogue of Life.